# 千歲移民村
千歲移民村又稱千歲村、菸草移民村，為台灣日治時期的一處移民村，位於高雄州荖濃溪新生地（今屏東縣里港鄉土庫村及中和村）的該移民村面積達750公頃，附近還有日出、常盤二移民村。

## 沿革
下淡水溪乃臺灣第二大河流，下淡水溪的兩大水系楠梓仙溪與荖濃溪於屏北平原交會，其中的支流隘寮溪每逢颱風暴雨常造成河川氾濫，沖毀村落耕地，使得隘寮溪成為下淡水溪治水工程的重心。臺灣總督府於大正5年(1916年)完成下淡水溪河川調查，打算從隔年開始進行治水計畫，卻因財政問題而到昭和2年(1927年)才確立下淡水溪治水計畫，預定以12年工程，由日本國庫撥款1073萬圓完成治水工事。隨著堤防工程進行下淡水溪主幹洪水改善，浮覆新生地有8900餘甲，其中逾6000甲可以開墾為耕地。

## 菸草移民村

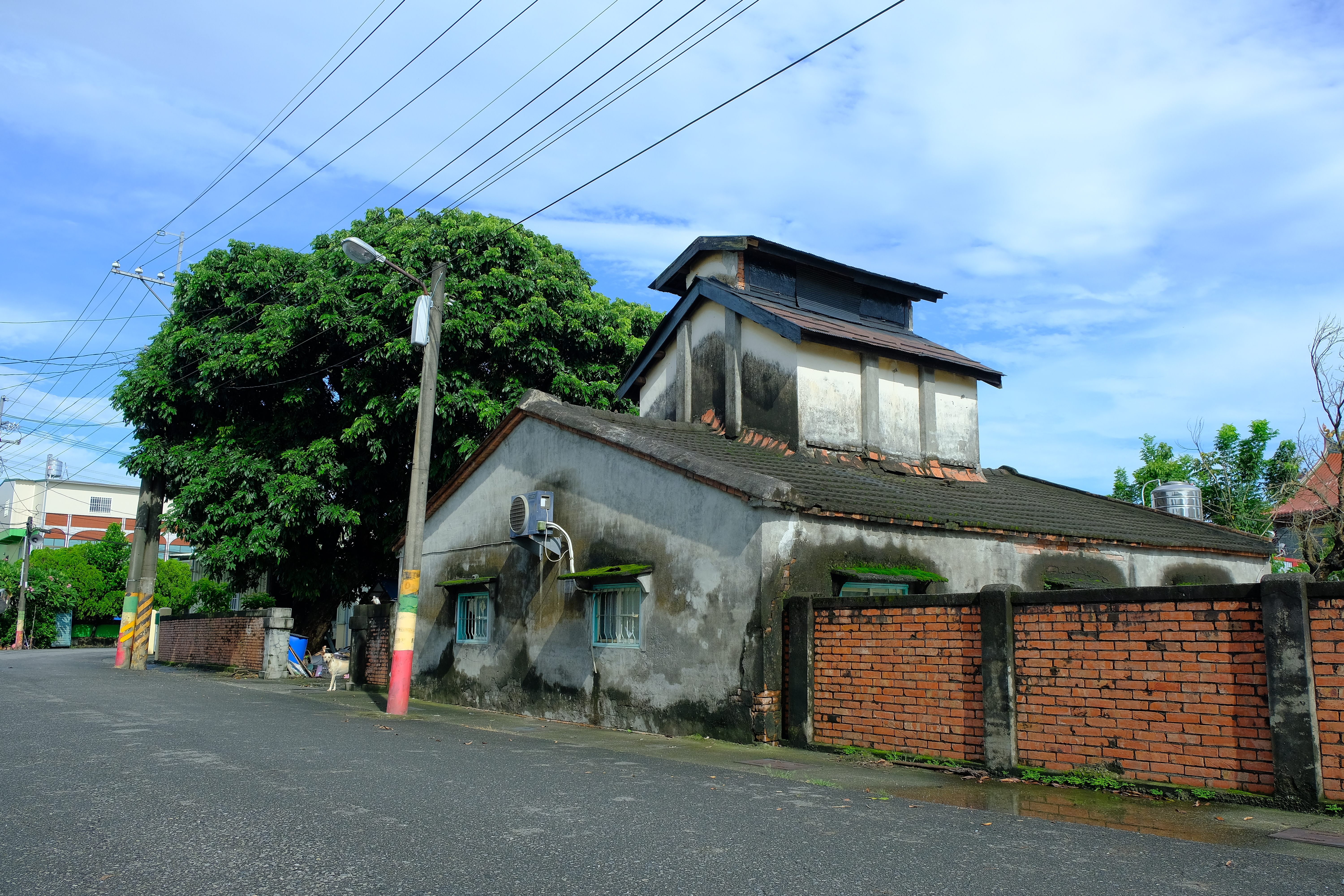
里港鄉菸樓(1950年代所建)

西部台灣官營移民村採折衷式集居，為小集團散居制，將一村分為數個聚落，每個聚落為20至50戶的小集團。移民每戶分發水田四分五厘，旱田三甲九分，共有地五分，宅地一分五厘，總共5甲。每戶家屋附設約6坪的煙草乾燥室，亦稱菸樓，其餘室內約27坪，平均一戶人口約有6人，室內空間可謂非常勉強。移民家屋樣式與北海道、樺太的移民村相同，北海道、樺太建物現金補助約170至240圓，而臺灣補助則有600至700圓，據總督府殖產局移民課資料，台灣日本移民補助費每戶至少3893圓以上。主要因為菸草乾燥室建築費補助金，甚至超過房屋建築費補助，以千歲村為例，約為308.71圓比300圓。菸草種植約為米作的四倍，高居各種農作物之冠，且大正七年(1918年)左右建造一棟菸草乾燥室需要八百圓以上，非一般小農夫能力所及。但由於專賣事業對日治時期臺灣財政的重要性，專賣局為鼓勵菸作，予菸農優遇，菸草乾燥室與肥料皆有補助，以期維持品質與菸作產量提升。
臺灣南部之日出、常盤與千歲三移民村皆位在高雄州屏東郡，農業經營以菸草為專務。大正2年(1913年)由專賣局推廣種植的黃色種菸草，在花蓮港廳吉野村試種成功，昭和8年(1933年)同樣於屏東郡九塊厝試種成績優異，栽種面積逐年擴大。以昭和18年(1943年)全臺菸草產區中，以個別生產地之單位生產量來分析，草屯有2275公斤為全台之冠，其次為千歲村之2242公斤，但單位價格則以千歲村之4614圓居全台最高價，表示千歲村所產菸草品質最好。而臺灣南部菸草屬專賣局屏東支局管轄，菸草價格最高為千歲村，其次為本島人農村之美濃，常盤村位居第三。

### 聚落
千歲村的成員大多來自日本九州熊本、鹿兒島及佐賀，建設始於昭和11年(1936年)，分為上里、中園、川北與下平四個聚落，共100戶497人。
- 上里 : 20戶，俗稱一組，位於里港鄉土庫村南興路。
- 中園 : 25戶，俗稱二組，位於里港鄉中和村中和。
- 川北 : 25戶，俗稱三組，位於里港鄉中和村移民埔。
- 下平 : 30戶，俗稱四組，因昭和16年(1941年)洪水造成潰堤，30戶全部淹沒，只好遷村，其中22戶遷往住吉（今土庫村北安路），另外8戶遷往清榮（今中和村西隆路）[1][2]。

千歲村以種植菸草、甘蔗及甘薯等農作物，並以輪作等方式增加產量。其中又以捲煙所需的黃色菸草農物最為重要，不論其種植面積或重要度均為台灣南部一帶移民村之冠。
千歲村的每個聚落中，皆會保留一戶至兩戶大小的空地，以作為集會與升旗的場所，村內設有學校、醫療所及神社，生活機能比臺灣一般農村完備。
對於南部移民村，專賣局屢屢派員實地查訪，自基礎建設、經營到農民生活，並於「專賣通信」上詳加報導。另外菸草試驗所也於每年的刊物「試驗成績」，對移民菸草種植紀錄詳加紀載，甚至包含每日溫度、雨量、土壤分析及病蟲害等。

## 運輸系統
南部移民村的道路系統相當發達，鐵道方面有台灣製糖株式會社經營的里港線(15.5公里)，連結屏東火車站。至昭和11年產業道路即有34條路線，總長119.79公里，使移民村與鄰近城鎮易於連結，作物運輸暢通。
千歲村與日出、常盤村相較，是三村中交通最不方便者，千歲村以荖濃溪與里港相望，一臨雨季常常交通斷絕，但因土質最好土層最厚，食米蔬菜皆能自足。